# Tour de França de 1958
El Tour de França 1958 veurà el triomf d'un ciclista luxemburguès, Charly Gaul, 30 anys després de la victòria de Nicolas Frantz.
Charly Gaul basà la victòria a la general en les tres contrarellotges que es disputaren en aquesta edició, ja que les guanyà totes, així com en l'etapa amb final a Aix-les-Bains que guanyà sota una pluja glacial amb quasi 8 minuts d'avantatge sobre el segon classificat de l'etapa.
Jacques Anquetil es veurà obligat a abandonar per culpa d'una congestió pulmonar.
Aquesta edició acabà tràgicament, ja que una caiguda d'André Darrigade a la pista del Parc dels Prínceps provocarà la mort d'un comissari.
En aquesta edició no hi haurà cap dia de descans.

## Resultats

### Classificació general
| Classificació General                 | Classificació General | Classificació General | Classificació General |
| ------------------------------------- | --------------------- | --------------------- | --------------------- |
| 1.                                    | Charly Gaul           | Luxemburg             | 116h59'05"            |
| 2.                                    | Vito Favero           | Itàlia                | a 3'10"               |
| 3.                                    | Raphaël Géminiani     | França                | a 3'41"               |
| 4.                                    | Jan Adriaenssens      | Bèlgica               | a 7'16"               |
| 5.                                    | Gastone Nencini       | Itàlia                | a 13'33"              |
| 6.                                    | Jozef Planckaert      | Bèlgica               | a 28'01"              |
| 7.                                    | Louison Bobet         | França                | a 31'39"              |
| 8.                                    | Federico M.Bahamontes | Espanya               | a 40'44"              |
| 9.                                    | Louis Bergaud         | França                | a 48'33"              |
| 10.                                   | Jos Hoevenaars        | Bèlgica               | a 58'26"              |
| 120 participats, 78 acabaren la cursa |                       |                       |                       |

### Gran Premi de la Muntanya
| 1r | Federico M.Bahamontes | 79 pts |
| 2n | Charly Gaul           | 64 pts |
| 3r | Jean Dotto            | 34 pts |

### Classificació de la Regularitat
| 1r | Jean Graczyk     | 347 pts |
| 2n | Jozef Planckaert | 406 pts |
| 3r | André Darrigade  | 553 pts |

### Classificació per equips
| 1r | Bèlgica |

### Etapes
| Etapa | Recorregut               | km       | Guanyador             | Líder             |
| 1a    | Brussel·les - Gant       | 184      | André Darrigade       | André Darrigade   |
| 2a    | Gant - Dunkerque         | 198      | Gerrit Voorting       | Jos Hoevenaars    |
| 3a    | Dunkerque - Le Tréport   | 177      | Gilbert Bauvin        | Wim van Est       |
| 4a    | Le Tréport - Versalles   | 205      | Jean Gainche          | Wim van Est       |
| 5a    | Versalles - Caen         | 232      | Tino Sabbadini        | Gilbert Bauvin    |
| 6a    | Caen - Saint-Brieuc      | 223      | Martin van Geneugden  | Gerrit Voorting   |
| 7a    | Saint-Brieuc - Brest     | 170      | Brian Robinson        | Gerrit Voorting   |
| 8a    | Circuit de Châteaulin    | 46 (CRI) | Charly Gaul           | Gerrit Voorting   |
| 9a    | Quimper - Saint-Nazaire  | 206      | André Darrigade       | André Darrigade   |
| 10a   | Saint-Nazaire - Royan    | 255      | Pierino Baffi         | André Darrigade   |
| 11a   | Royan - Bordeus          | 137      | Arrigo Padovan        | André Darrigade   |
| 12a   | Bordeus - Dax            | 161      | Martin van Geneugden  | André Darrigade   |
| 13a   | Dax - Pau                | 230      | Louis Bergaud         | Raphaël Géminiani |
| 14a   | Pau - Luchon             | 129      | Federico M.Bahamontes | Vito Favero       |
| 15a   | Luchon - Tolosa          | 176      | André Darrigade       | Vito Favero       |
| 16a   | Tolosa - Besiers         | 187      | Pierino Baffi         | Vito Favero       |
| 17a   | Besiers - Nimes          | 189      | André Darrigade       | Vito Favero       |
| 18a   | Mont Ventoux             | 22 (CRI) | Charly Gaul           | Raphaël Géminiani |
| 19a   | Carpentras - Gap         | 178      | Gastone Nencini       | Raphaël Géminiani |
| 20a   | Gap - Briançon           | 165      | Federico M.Bahamontes | Raphaël Géminiani |
| 21a   | Briançon - Aix-les-Bains | 219      | Charly Gaul           | Vito Favero       |
| 22a   | Aix-les-Bains - Besançon | 237      | André Darrigade       | Vito Favero       |
| 23a   | Besançon - Dijon         | 74 (CRI) | Charly Gaul           | Charly Gaul       |
| 24a   | Dijon - París            | 320      | Pierino Baffi         | Charly Gaul       |